# Lepidiota aspera
Lepidiota aspera är en skalbaggsart som beskrevs av Britton 1978. Lepidiota aspera ingår i släktet Lepidiota och familjen Melolonthidae. Inga underarter finns listade i Catalogue of Life.